# Астахов Геннадий Иванович
Академический гребец. 1954 года рождения. Мастер спорта.
Занял первое место в Заезде 103 Финала Кубка России по академической гребле 2 октября 2010 года в составе команды из восьми человек (категория 8+ МСА, результат 40:56,57).
Принимал участие в «Пасхальной гонке», устроенной гребным клубом «Динамо-Москва», в котором он работал и генеральным директором которого являлся, видимо, его родственник Вячеслав Астахов, в 2013 году, где стал одним из победителей в командной гонке, а также был тренером победителя в одиночной.
В 2015 году принимал участие в качестве члена команды и тренера в «Семейной гонке», организованной на собственной базе гребным клубом «Динамо-Москва» МГО ВФСО «ДИНАМО», ФГС в городе Москве, где в качестве участника команды из 2-х человек победил у более молодых, но менее опытных соперников.
В 2018 году На ветеранском форуме «Euro Masters Regatta», что прошёл в Мюнхене, победил в составе команды из 2-х человек в возрастной категории «65 лет».